# Associazione Calcio Femminile Torino 2010-2011
Questa voce raccoglie le informazioni riguardanti l'Associazione Calcio Femminile Torino nelle competizioni ufficiali della stagione 2010-2011.

## Rosa
Rosa e ruoli, tratti dal sito Football.it.
| N. |                   | Ruolo | Calciatrice         |
| -- | ----------------- | ----- | ------------------- |
|    | Italia (bandiera) | P     | Arianna Ozimo       |
|    | Italia (bandiera) | P     | Esperansa Polito    |
|    | Italia (bandiera) | P     | Federica Russo      |
|    | Italia (bandiera) | D     | Manuela Bosi        |
|    | Italia (bandiera) | D     | Francesca Coluccio  |
|    | Italia (bandiera) | D     | Jessica Lettieri    |
|    | Italia (bandiera) | D     | Elisabetta Parodi   |
|    | Italia (bandiera) | D     | Cecilia Salvai      |
|    | Italia (bandiera) | D     | Francesca Sampietro |
|    | Italia (bandiera) | D     | Greta Vallotto      |
|    | Italia (bandiera) | D     | Francesca Welter    |
|    | Italia (bandiera) | C     | Giorgia Tudisco     |
|    | Italia (bandiera) | C     | Michela Franco      |
|    | Italia (bandiera) | C     | Martina Ambrosi     |

| N. |                   | Ruolo | Calciatrice        |
| -- | ----------------- | ----- | ------------------ |
|    | Italia (bandiera) | C     | Marta Carissimi    |
|    | Italia (bandiera) | C     | Roberta Giorgis    |
|    | Italia (bandiera) | C     | Monica Magnarini   |
|    | Italia (bandiera) | C     | Silvia Pisano      |
|    | Italia (bandiera) | C     | Martina Rosucci    |
|    | Italia (bandiera) | C     | Barbara Bonansea   |
|    | Italia (bandiera) | A     | Erika Ponzio       |
|    | Italia (bandiera) | A     | Laura Barberis     |
|    | Italia (bandiera) | A     | Raffaella Barbieri |
|    | Italia (bandiera) | A     | Aurore Baccaro     |
|    | Italia (bandiera) | A     | Elisa Cerato       |
|    | Italia (bandiera) | A     | Erika Moretti      |
|    | Italia (bandiera) | A     | Simona Sodini      |
|    | Italia (bandiera) | A     | Morena Spanu       |

## Calciomercato

### Sessione estiva
| Acquisti | Acquisti       | Acquisti    | Acquisti |
| R.       | Nome           | da          | Modalità |
| -------- | -------------- | ----------- | -------- |
| A        | Aurore Baccaro | Alessandria |          |
| A        | Elisa Cerato   | Entella     |          |

| Cessioni | Cessioni         | Cessioni    | Cessioni |
| R.       | Nome             | a           | Modalità |
| -------- | ---------------- | ----------- | -------- |
| A        | Vanessa Lavarone | Alessandria |          |

### Sessione invernale
| Acquisti | Acquisti         | Acquisti        | Acquisti |
| R.       | Nome             | da              | Modalità |
| -------- | ---------------- | --------------- | -------- |
| C        | Monica Magnarini | Juventus Torino |          |

| Cessioni | Cessioni        | Cessioni        | Cessioni |
| R.       | Nome            | a               | Modalità |
| -------- | --------------- | --------------- | -------- |
| C        | Roberta Giorgis | Cuneo San Rocco |          |
| C        | Silvia Pisano   | Juventus Torino |          |

## Risultati

### Serie A

#### Girone di andata
| Venaria Reale 25 settembre 2010 1ª giornata | Torino                         | 0 – 0 referto | Reggiana | Centro Sportivo Don Giacomo Mosso\| Arbitro: \| Ludovico Ruffinengo (Pinerolo) \| |
| Arbitro:                                    | Ludovico Ruffinengo (Pinerolo) |               |          |                                                                                   |

| Mortegliano 9 ottobre 2010 2ª giornata | Chiasiellis                   | 0 – 0 referto | Torino | Stadio Comunale\| Arbitro: \| Fabrizio Marchetti (Tolmezzo) \| |
| Arbitro:                               | Fabrizio Marchetti (Tolmezzo) |               |        |                                                                |

| Arbitro: | Edoardo Chimenti (Casale Monferrato) |

|                                                            |           |              |
| Spanu 5’, 20’ Bonansea 59’ Sodini 63’, 68’ Cerato 77’, 85’ | Marcatori | 73’ Dulbecco |

| Arbitro: | Vincenzo Marrazzo (Lecco) |

|                                            |           |               |
| Piccinno 15’, 57’ Perini 34’ Pignedoli 90’ | Marcatori | 69’ Sampietro |

| Arbitro: | Fabrizio Lombardo (Sesto San Giovanni) |

|                 |           |               |
| Sodini 25’, 77’ | Marcatori | 79’ Cavallini |

| Arbitro: | Michele Frasca (Sulmona) |

|  |           |                              |
|  | Marcatori | 20’, 55’ Sodini 32’ Bonansea |

| Arbitro: | Diego Provesi (Treviglio) |

|                                                     |           |  |
| Cerato 38’ Sodini 56’, 60’ Bonansea 59’ Baccaro 82’ | Marcatori |  |

| Arbitro: | Luca Candeo (Este) |

|                                               |           |             |
| Mauro 31’ Riboldi 44’ Bissoli 48’ Bonetti 71’ | Marcatori | 6’ Bonansea |

| Arbitro: | Claudio Gualtieri (Asti) |

|             |           |                     |
| Baccaro 29’ | Marcatori | 40’, 66’ Gabbiadini |

| Arbitro: | Giuseppe Lizzio (Acireale) |

|                         |           |  |
| Manzella 28’ Cianci 65’ | Marcatori |  |

| Arbitro: | Anna Di Nardo (Lodi) |

|              |           |  |
| Ferrandi 42’ | Marcatori |  |

| Arbitro: | Edoardo Chimenti (Casale Monferrato) |

|                 |           |                  |
| Sodini 65’, 83’ | Marcatori | 92’ (rig.) Zorri |

| Arbitro: | Andrea Papalini (Nuoro) |

|                                    |           |  |
| Panico 39’ Camporese 47’ Fadda 79’ | Marcatori |  |

#### Girone di ritorno
| Arbitro: | Aldo Marchese (Cosenza) |

|  |           |                        |
|  | Marcatori | 4’ Bonansea 21’ Sodini |

| Arbitro: | Alessandro Poser (Aosta) |

|  |           |            |
|  | Marcatori | 57’ Maglio |

| Arbitro: | Federico Sassoli (Arezzo) |

|           |           |                                |
| Guagni 4’ | Marcatori | 22’ (rig.) Sodini 79’ Bonansea |

| Arbitro: | Claudio Gualtieri (Asti) |

|                              |           |                          |
| Bonansea 42’, 47’ Cerato 79’ | Marcatori | 85’ Tarenzi 90’ Piccinno |

| Arbitro: | Alessandro Rognoni (Arco-Riva) |

|                          |           |                        |
| Mumelter 21’ Tonelli 58’ | Marcatori | 54’ Rosucci 84’ Cerato |

| Arbitro: | Andrea Vayr (Collegno) |

|            |           |             |
| Rosucci 3’ | Marcatori | 52’ Barreca |

| Arbitro: | Fabrizio Marchetti (Tolmezzo) |

|               |           |  |
| Capovilla 53’ | Marcatori |  |

| Arbitro: | Claudio Gualtieri (Asti) |

|                                |           |                                                               |
| Sampietro 6’ Bonansea 84’, 88’ | Marcatori | 3’ Bonetti 12’, 82’ Riboldi 70’ Stabile 72’ Mauro 80’ Zuliani |

| Arbitro: | Luca Detta (Mantova) |

|                                            |           |           |
| Dayane 18’, 43’ Gabbiadini 60’ Girelli 73’ | Marcatori | 76’ Spanu |

| Arbitro: | Matteo Gualtieri (Asti) |

|             |           |  |
| Moretti 90’ | Marcatori |  |

| Arbitro: | Roberto Basile (Genova) |

|            |           |                        |
| Ponzio 23’ | Marcatori | 31’, 33’, 80’ Sabatino |

| Arbitro: | Fabio D'agostino (Pinerolo) |

|             |           |              |
| Di Bari 90’ | Marcatori | 30’ Bonansea |

| Arbitro: | Fabio Schirru (Nichelino) |

|  |           |                                                          |
|  | Marcatori | 22’, 28’, 72’ Panico 40’ Iannella 66’ Parejo 70’ Fuselli |

### Coppa Italia

#### Terzo turno
| 3 ottobre 2010 | Sestrese Multedo | 2 – 3 | Torino |  |

#### Ottavi di finale
| Venaria Reale 8 dicembre 2010, ore 15:00 (CET) | Torino | 1 – 4 | Torres | Centro Sportivo Don Giacomo Mosso |

## Statistiche

### Statistiche di squadra
| Competizione | Punti | In casa | In casa | In casa | In casa | In casa | In casa | In trasferta | In trasferta | In trasferta | In trasferta | In trasferta | In trasferta | Totale | Totale | Totale | Totale | Totale | Totale | DR  |
| Competizione | Punti | G       | V       | N       | P       | Gf      | Gs      | G            | V            | N            | P            | Gf           | Gs           | G      | V      | N      | P      | Gf     | Gs     | DR  |
| ------------ | ----- | ------- | ------- | ------- | ------- | ------- | ------- | ------------ | ------------ | ------------ | ------------ | ------------ | ------------ | ------ | ------ | ------ | ------ | ------ | ------ | --- |
| Serie A      | 32    | 13      | 6       | 2       | 5       | 26      | 24      | 13           | 3            | 3            | 7            | 13           | 23           | 26     | 9      | 5      | 12     | 39     | 47     | -8  |
| Coppa Italia | -     | 1       | 0       | 0       | 1       | 1       | 4       | 1            | 1            | 0            | 0            | 3            | 2            | 2      | 1      | 0      | 1      | 4      | 6      | -2  |
| Totale       | -     | 14      | 6       | 2       | 6       | 27      | 28      | 14           | 4            | 3            | 7            | 16           | 25           | 28     | 10     | 5      | 13     | 43     | 53     | -10 |

### Andamento in campionato
| Giornata  | 1 | 2 | 3 | 4 | 5 | 6 | 7 | 8 | 9 | 10 | 11 | 12 | 13 | 14 | 15 | 16 | 17 | 18 | 19 | 20 | 21 | 22 | 23 | 24 | 25 | 26 |
| --------- | - | - | - | - | - | - | - | - | - | -- | -- | -- | -- | -- | -- | -- | -- | -- | -- | -- | -- | -- | -- | -- | -- | -- |
| Luogo     | C | T | C | T | C | T | C | T | C | T  | T  | C  | T  | T  | C  | T  | C  | T  | C  | T  | C  | T  | C  | C  | T  | C  |
| Risultato | N | N | V | P | V | V | V | P | P | P  | P  | V  | P  | V  | P  | V  | V  | N  | N  | P  | P  | P  | V  | P  | N  | P  |
| Posizione |   |   |   |   |   |   |   |   |   |    |    |    |    |    |    |    |    |    |    |    |    |    |    |    |    | 7  |

Legenda:

Luogo: C = Casa; T = Trasferta. Risultato: V = Vittoria; N = Pareggio; P = Sconfitta.

### Statistiche delle giocatrici
| Giocatore    | Serie A  | Serie A | Serie A     | Serie A    | Coppa Italia | Coppa Italia | Coppa Italia | Coppa Italia | Totale   | Totale | Totale      | Totale     |
| Giocatore    | Presenze | Reti    | Ammonizioni | Espulsioni | Presenze     | Reti         | Ammonizioni  | Espulsioni   | Presenze | Reti   | Ammonizioni | Espulsioni |
| ------------ | -------- | ------- | ----------- | ---------- | ------------ | ------------ | ------------ | ------------ | -------- | ------ | ----------- | ---------- |
| M. Ambrosi   | 5        | 0       | 0           | 0          | ?            | ?            | ?            | ?            | 5+       | 0+     | 0+          | 0+         |
| A. Baccaro   | 12       | 2       | 0           | 0          | ?            | ?            | ?            | ?            | 12+      | 2+     | 0+          | 0+         |
| L. Barberis  | 1        | 0       | 0           | 0          | ?            | ?            | ?            | ?            | 1+       | 0+     | 0+          | 0+         |
| R. Barbieri  | 8        | 0       | 0           | 0          | ?            | ?            | ?            | ?            | 8+       | 0+     | 0+          | 0+         |
| B. Bonansea  | 24       | 11      | 2           | 0          | ?            | ?            | ?            | ?            | 24+      | 11+    | 2+          | 0+         |
| M. Bosi      | 22       | 0       | 1           | 0          | ?            | ?            | ?            | ?            | 22+      | 0+     | 1+          | 0+         |
| M. Carissimi | 12       | 0       | 0           | 0          | ?            | ?            | ?            | ?            | 12+      | 0+     | 0+          | 0+         |
| E. Cerato    | 18       | 5       | 1           | 0          | ?            | ?            | ?            | ?            | 18+      | 5+     | 1+          | 0+         |
| F. Coluccio  | 21       | 0       | 1           | 0          | ?            | ?            | ?            | ?            | 21+      | 0+     | 1+          | 0+         |
| M. Franco    | 22       | 0       | 1           | 0          | ?            | ?            | ?            | ?            | 22+      | 0+     | 1+          | 0+         |
| R. Giorgis   | 1        | 0       | 0           | 0          | ?            | ?            | ?            | ?            | 1+       | 0+     | 0+          | 0+         |
| J. Lettieri  | 6        | 0       | 0           | 0          | ?            | ?            | ?            | ?            | 6+       | 0+     | 0+          | 0+         |
| M. Magnarini | 14       | 0       | 1           | 0          | ?            | ?            | ?            | ?            | 14+      | 0+     | 1+          | 0+         |
| E. Moretti   | 10       | 1       | 0           | 0          | ?            | ?            | ?            | ?            | 10+      | 1+     | 0+          | 0+         |
| A. Ozimo     | 0        | 0       | 0           | 0          | ?            | ?            | ?            | ?            | 0+       | 0+     | 0+          | 0+         |
| E. Parodi    | 24       | 0       | 5           | 0          | ?            | ?            | ?            | ?            | 24+      | 0+     | 5+          | 0+         |
| S. Pisano    | 0        | 0       | 0           | 0          | ?            | ?            | ?            | ?            | 0+       | 0+     | 0+          | 0+         |
| E. Polito    | 0        | 0       | 0           | 0          | ?            | ?            | ?            | ?            | 0+       | 0+     | 0+          | 0+         |
| E. Ponzio    | 4        | 1       | 0           | 0          | ?            | ?            | ?            | ?            | 4+       | 1+     | 0+          | 0+         |
| M. Rosucci   | 25       | 2       | 2           | 0          | ?            | ?            | ?            | ?            | 25+      | 2+     | 2+          | 0+         |
| F. Russo     | 26       | -47     | 0           | 0          | ?            | ?            | ?            | ?            | 26+      | -47+   | 0+          | 0+         |
| C. Salvai    | 23       | 0       | 0           | 0          | ?            | ?            | ?            | ?            | 23+      | 0+     | 0+          | 0+         |
| F. Sampietro | 21       | 2       | 1           | 0          | ?            | ?            | ?            | ?            | 21+      | 2+     | 1+          | 0+         |
| S. Sodini    | 18       | 12      | 2           | 0          | ?            | ?            | ?            | ?            | 18+      | 12+    | 2+          | 0+         |
| M. Spanu     | 18       | 3       | 3           | 0          | ?            | ?            | ?            | ?            | 18+      | 3+     | 3+          | 0+         |
| G. Tudisco   | 9        | 0       | 0           | 0          | ?            | ?            | ?            | ?            | 9+       | 0+     | 0+          | 0+         |
| G. Vallotto  | 0        | 0       | 0           | 0          | ?            | ?            | ?            | ?            | 0+       | 0+     | 0+          | 0+         |
| F. Welter    | 1        | 0       | 0           | 0          | ?            | ?            | ?            | ?            | 1+       | 0+     | 0+          | 0+         |